# Lissonotus bisignatus
Lissonotus bisignatus là một loài bọ cánh cứng trong họ Cerambycidae.